# Barra da Estiva
Barra da Estiva is een gemeente in de Braziliaanse deelstaat Bahia. De gemeente telt 20.537 inwoners (schatting 2009).

## Aangrenzende gemeenten
De gemeente grenst aan Contendas do Sincorá, Ibicoara, Iramaia, Ituaçu, Jussiape en Manoel Vitorino.